# Catherine Fulop
Catherine Fulop, teljes nevén Catherine Amanda Fulop García (Caracas, 1965. március 11. –) venezuelai magyar színésznő és fotómodell.

## Élete
Részben magyar származású, sokgyerekes család ötödik lányaként született, hat lány- és egy fiútestvére van. Fiatalkorában több szépségversenyen is részt vett: a Miss Venezuela versenyen 1986-ban harmadikként végzett és Miss Fotogeniává választották, a „Miss Latin-Amerika” versenyen pedig a döntőig jutott.
1990 és 1994 között Fernando Carrillo felesége volt, akivel együtt szerepelt számos tévésorozatban is. Második férjével, Osvaldo Sabatinivel – Gabriela Sabatini argentin teniszjátékos fivérével – 1998. április 3-án házasodott meg. Kapcsolatukból két lányuk született, Oriana Gabriela és Tiziana.
Színpadon 2001. szeptember 5-én debütált, emellett pedig televíziós műsorvezetőként is dolgozik. Hazájában számos díjat nyert, köztük a legjobb színésznőnek járót, Madridban pedig elnyerte az Inocente Inocente gála ezüstérmét. Jelenleg Buenos Airesben él, ahol a színészet mellett a „Catherine 100%” nevű tévéműsort vezeti, amelyet a spanyol nyelvű Fox Sports adó sugároz.

## Szerepei

### Játékfilmek
- 2005 Mercenarios („Zsoldosok”)

### Sorozatok
- 1987 Mi amada Beatriz („Imádott Beatrizom”)
- 1988 Abigaíl („Abigél”)
- 1988 La muchacha del circo („A cirkusz leánya”)
- 1990 Pasionaria
- 1991 Mundo de fieras („Vadvilág”)
- 1993 Déjate querer („Hagyd futni”)
- 1993 ¡Hola Raffaela! („Szia, Raffaela!”)
- 1994 Cara bonita („Szépséges arc”)
- 1997 Archivo negro („A fekete dosszié”; kisfilmsorozat)
- 1998 Chica cósmica („Űrlány”)
- 2000 Ilusiones („Álomképek”)
- 2000 Hombre araña („A haszonleső”)
- 2002 Rebelde Way
- 2004 La Niñera („A dajka”)
- 2005 ¿Dónde estás, corazón? („Hol vagy, szívem?”)
- 2005 ¿Quién es el jefe? („Ki a főnök?”)
- Továbbá:
  - Amor marcado („Megbélyegzett szerelem”)
  - Habitación 503 („Az 503-as szoba”)
  - Bailando por un sueño („Tánc egy álomért”)